# Brecher Glacier
Brecher Glacier är en glaciär i Antarktis. Den ligger i Östantarktis. Australien gör anspråk på området. Brecher Glacier ligger 1 206 meter över havet.
Terrängen runt Brecher Glacier är huvudsakligen kuperad, men västerut är den bergig. Trakten är obefolkad. Det finns inga samhällen i närheten. 